# GTmax
Pour plus de détails, voir Fiche technique et Distribution.
GTmax est un film français réalisé par Olivier Schneider et sorti en 2024 sur Netflix.

## Synopsis
Soélie (Ava Baya), une jeune prodige de motocross, voit ses rêves de réussite brisés à la suite d'un accident. Elle se consacre désormais à entraîner son frère, Michael (Riadh Belaïche). Quand celui-ci est recruté par des pilotes en scooter Tmax pour un braquage de haut vol à Paris, Soélie doit surmonter ses peurs pour le sauver.

## Fiche technique
- Titre original : GTmax
- Réalisation : Olivier Schneider
- Scénario : Jean-André Yerlès, Rémi Leautier, Rachid Santaki et Jordan Pavlik
- Musique : Etienne Forget
- Direction artistique : Renald Cotte-Verdy
- Décors : Marc Thiebault
- Costumes : Matthieu Camblor et Marion Moulès
- Photographie : Maxime Cointe
- Son : Romain de Gueltzl, Roland Voglaire, Olivier Mortien, Mathieu Cox
- Montage : Tianès Montasser
- Production : Jacques-Henri Bronckart et Rémi Leautier
- Sociétés de production : Inoxy Films et Versus Production
- Société de distribution : Netflix
- Budget :
- Pays de production :  France
- Langue originale : français
- Format : couleur
- Genre : action
- Durée : 100 minutes
- Date de sortie :
  - France : 20 novembre 2024 (Netflix)
- Classification :

## Distribution
Sauf indication contraire, les informations mentionnées dans cette section peuvent être confirmées par la base de données cinématographiques IMDb,  présente dans la section « Liens externes ».
- Ava Baya : Soélie Carella
- Jalil Lespert : Elyas Farah
- Jérémie Laheurte : Théo
- Thibaut Evrard : Lucas Delvo
- Riadh Belaïche : Michael Carella
- Gérard Lanvin : Daniel Carella
- Samir Decazza : Yacine Meflah
- Clémentine Célarié : Hélène Carella
- Céline Jorrion : la commissaire
- Rayan Bouazza : Vince
- Estelle Darnault : Elsa